# 니코 미랠그로
니코 미랠그로(Nico Mirallegro, 1991년 1월 26일 ~ )는 잉글랜드의 배우이다.

## 출연 작품
- 피털루 (2018)
- 굿바이 크리스토퍼 로빈 (2017)
- 더 패스 (2016)
- 더 해빗 오브 뷰티 (2016)
- 비르투오소 (2015)
- 마이 매드 팻 다이어리 시즌3 (2015)
- 공동범죄: 간접살인자 (2014)
- 마이 매드 팻 다이어리 시즌2 (2014)
- 아니타 B. (2014)
- 슈팅 포 소크라테스 (2014)
- 마이 매드 팻 다이어리 시즌1 (2013)
- 스파이크 아일랜드 (2012)